# Théo Maledon
Théo Louis Maledon (ur. 12 czerwca 2001 w Rouen) – francuski koszykarz, występujący na pozycji rozgrywającego, reprezentant kraju, od 2023 zawodnik Phoenix Suns.
W 2017 wziął udział w meczu wschodzących gwiazd Jordan Classic International.
15 października 2022 zawarł umowę z Charlotte Hornets na występy zarówno w NBA, jak i zespole G-League – Greensboro Swarm. 17 grudnia 2023 dołączył do Phoenix Suns.

## Osiągnięcia
Stan na 12 stycznia 2024, na podstawie, o ile nie zaznaczono inaczej.

### Drużynowe
- Mistrz Francji (2019)
- Zdobywca Pucharu Francji (2019)
- Finalista Pucharu Liderów Francji (2020)

### Indywidualne
- MVP Pucharu Francji (2019)
- Wschodząca gwiazda ligi francuskiej (2019)
- Uczestnik meczu gwiazd francuskiej ligi LNB Pro A (2018)
- Zaliczony do I składu turnieju Ciutat De L'Hospitalet (NIJT – 2018)

### Reprezentacja
Seniorska
- Uczestnik europejskich kwalifikacji do mistrzostw świata (2017 – 3. miejsce)

Młodzieżowe
- Mistrz Europy U–16 (2017)
- Wicemistrz świata U–17 (2018)
- Uczestnik mistrzostw Europy U–16 (2016 – 6. miejsce, 2017)